# Bromoform
El bromoform (CHBr₃) és el nom comú del tribromometà o tribromur de metil, que pertany al grup dels derivats halogenats dels hidrocarburs. És un líquid incolor o de color groc per exposició de la llum i a l'aire.
És utilitzat com a fluid per a la separació de minerals en test geològics, també com reactiu de laboratori i a la indústria electrònica en els programes d'assegurament de qualitat. Antigament va ser usat com a dissolvent de ceres, greixos i olis. També és emprat com intermediari en la síntesi de productes químics i com a calmant.